# بنيامين ليبرت
بنيامين ليبرت Benjamin Lebert (ولد في فرايبورغ في يناير 1982) هو كاتب روائي ألماني.

## حياته
ينتمي بنيامين ليبرت إلى عائلة يشتغل معظم أفرادها في مجال الكتابة الصحفية، فأبيه أندرياس ليبرت وجدته أورزولا ليبرت وجده نوربرت ليبرت وعمه شتيفان ليبرت، هم كتاب صحفيون.
وقد اشترك والده أندرياس في إنشاء ملحق أدبي لجريدة Süddeutschen Zeitung متخصص في نشر إبداعات الشباب، وهذا الملحق اسمه Jetzt «الآن». وقد نشر بنيامين بعض كتاباته الأولى في هذا الملحق الأدبي.
وقد كانت كيرستين جليبا مراجعة صحفية في إحدى دور النشر، قد قرأت بعض ما نشر بنيامين وأعجبت بأسلوبه الأدبي، وشجعته على كتابة رواية كاملة.
فكتب روايته الأولى بعنوان Crazy وهو ما زال في السابعة عشر من عمره، وتعتبر هذه الرواية نوعا من السيرة الذاتية للكاتب، الذي وضع فيها الكثير من ملامحه الذاتية والنفسية، ومعاناته في حياته الخاصة حيث أنه كان مصابا بإعاقة جسدية. وقد حولت هذه الرواية إلى فيلم سينمائي.
ونشرت روايته في سنة 1999 وحققت نجاحا كبيرا. وبعد ذلك توالت رواياته «الطائر غراب» 2003, و«أنت تستطيع» 2006.
وبعد أن ترك منزل أبويه في ميونخ، عاش فترة من الزمن في فرايبورغ وبرلين، ثم استقر به الأمر في هامبورغ. وهو عضو مؤسس في ملتقى الأدب في لوبيك.

## أعماله
- Crazy 1999.
- قصة كلب صغير لا يستطيع النباح 2002 (بالاشتراك مع جدته أورزولا ليبرت).
- الطائر غراب 2003.
- أنت تستطيع 2006.

## مواقع خارجية
- Homepage von Benjamin Lebert
- Cicero-Ranking - Liste der 500 führenden deutschsprachigen Intellektuellen
- Iris Alanyali: "Das Herz denkt mit" - Porträt in Die Welt vom 9. August 2003
- Interview mit Benjamin Lebert zum neuen Buch „Kannst Du“ auf Wortgestoeber.de

## روابط خارجية
- بنيامين ليبرت على موقع IMDb (الإنجليزية)
- بنيامين ليبرت على موقع مونزينجر (الألمانية)
- بنيامين ليبرت على موقع ألو سيني (الفرنسية)
- بنيامين ليبرت على موقع ميوزك برينز (الإنجليزية)
- بنيامين ليبرت على موقع أول موفي (الإنجليزية)
- بنيامين ليبرت على موقع ديسكوغز (الإنجليزية)
- بنيامين ليبرت على موقع قاعدة بيانات الفيلم (الإنجليزية)
- بنيامين ليبرت على موقع كينوبويسك (الروسية)